# 데이비드 밀러 (영화 감독)
데이비드 밀러(David Miller, 1909년 11월 28일 ~ 1992년 4월 14일)는 미국의 영화 감독이다. 로버트 테일러와 함께 빌리 더 키드(Billy the Kid)라는 작품을 맡았고 마르크스 형제와 러브 해피라는 작품을 맡았다.

## 참여 작품
- 러브 해피
- 서든 피어
- 아퍼짓 섹스
- 에스더 코스텔로의 이야기
- 그늘과 양지
- 로니 브레이브
- 위기일발 리스본 협정
- 달라스의 음모